# Трифили (дем Дескати)
Вижте пояснителната страница за други населени места с името Трифили.
Трифили, също Синица, Синца, Синища, Сленица (на гръцки: Τριφύλλι, катаревуса Τριφύλλιον, Трифилион, до 1927 година: Σύνιστα, Синиста) е село в Република Гърция, в дем Дескати на област Западна Македония.

## География
Селото е разположено на 480 m надморска височина, на около 35 km югоизточно от град Гревена, на географската граница на Македония с Тесалия. На юг граничи с тесалийското село Аспроклисия

## История

### В Османската империя
В местността Лубница край селото се намира богатата на стенописи църква „Успение Богородично“, издигната в начало на XVIII век. В същата местност се намира и църквата „Свети Георги“. Храмът в самото Трифили е посветен на Свети Харалампий и на Св. св. Константин и Елена, а гробищният „Успение Богородично“ е от XVIII век.
В края на XIX век Синица е гръцко християнско село в югоизточния край на Гребенската каза на Османската империя. Според статистиката на Васил Кънчов през 1900 година в Сленица (Сница) живеят 158 гърци.
На Етнографската карта на Битолския вилает на Картографския институт в София от 1901 година Сленица е чисто гръцко село в Гревенската каза на Серфидженския санджак с 26 къщи.
Според статистика на Серфидженския санджак на гръцкото консулство в Еласона от 1904 година в Синца (Σίντσα), Гревенска каза, живеят 110 гърци елинофони християни.

### В Гърция
През Балканската война в 1912 година в селото влизат гръцки части и след Междусъюзническата в 1913 година Синица влиза в състава на Кралство Гърция.
През 1927 година името на селището е сменено на Трифили (в превод – детелина).
Населението произвежда жито, картофи и други земеделски култури, като частично се занимава и със скотовъдство.
| Година    | 1913 | 1920 | 1928 | 1940 | 1951 | 1961 | 1971 | 1981 | 1991 | 2001 | 2011 | 2021 |
| --------- | ---- | ---- | ---- | ---- | ---- | ---- | ---- | ---- | ---- | ---- | ---- | ---- |
| Население | 135  | 151  | 164  | 210  | 205  | 273  | 245  | 199  | 198  | 184  | 141  | 103  |